# Краус, Якоб
Якоб Краус (нидерл. Jacob Kraus; 14 октября 1861, Гронинген, Нидерланды — 24 августа 1951, Гаага, Нидерланды) — нидерландский инженер-гидротехник, ученый и государственный деятель, министр водного хозяйства, торговли и промышленности Нидерландов (1905—1906).

## Биография
В 1883 г. окончил Делфтское политехническое училище по специальности «инженер-строитель».
После получения образования начал работать инженером на Государственной железной дороге, где занимался строительством магистрали между Гронингеном и Делфзейлом. Затем он работал над техническим проектом психиатрического учреждения в Медемблике, для которого он разрабатывал схемы парового отопления, нефтегазовой установки и системы водоснабжения. Он также способствовал строительству канала Алмело-Нордхорн.
В 1886 г. с должности ассистента кафедры машиностроения началась его научно-преподавательская карьера в Делфтском политехническом училище. Он стал активным членом Королевского института инженеров и главным редактором отраслевого издания De Ingenieur. Также основал частную инженерную фирму, но затем уехал в Чили.
В 1890 г. он был назначен профессором гидротехники в Университете де Сантьяго де Чили. Будучи инженером-гидравликом, он спроектировал водопроводные коммуникации в Чили и Перу и консультировал создание порта на Кюрасао. Вернувшись в Нидерланды в 1898 г., становится профессором гидротехники Делфтского политехнического училища.
В июле-августе 1905 г. он стал первым ректором Делфтского технического университета.
В 1905—1906 гг. — министр водного хозяйства, торговли и промышленности Нидерландов, в 1906—1908 гг. — министр водного хозяйства.
В 1908—1911 гг. избирался членом Второй палаты Генеральных штатов Нидерландов от партии Либеральный союз. С 1911 по 1922 г. входил в состав Сената Нидерландов.
В 1910 г. в течение почти полугода находился в голландской Ост-Индии в качестве консультанта по вопросам модернизации портов Сурабая, Макассер и Танджунг-Приок.
С 1914 по 1935 г. занимал пост председателя Совета директоров компании N.V. Nederlandsch-Indische Spoorweg Maatschappij. Также являлся председателем Королевского инженерного института.
Член-корреспондент Института инженерных наук Чили.